# 梧溪站
梧溪站（韓語：오계역）是朝鮮民主主義人民共和國江原道安边郡的一個鐵路車站，属于金刚山青年线。

## 历史
- 1929年9月1日，落成使用。
- 1950年，停止使用。
- 1996年，重新使用。

## 邻近车站
金刚山青年线
安边站 - 梧溪站 - 桑阴青年站